# Grimes (artystka)

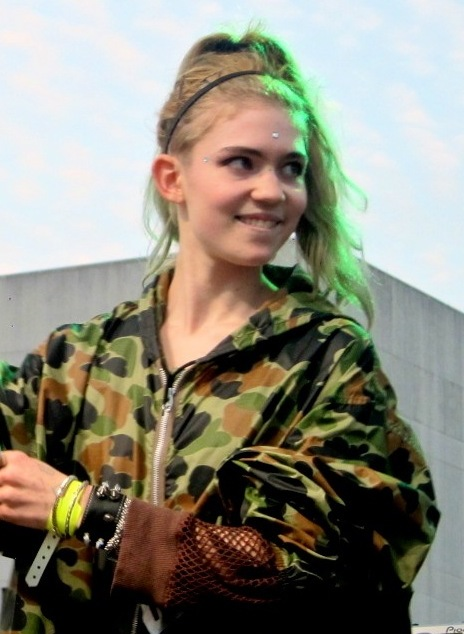
Grimes na festiwalu SXSW (South by Southwest) w 2012

Grimes, właśc. Claire Boucher (ur. 17 marca 1988 w Vancouver) – kanadyjska piosenkarka, kompozytorka, autorka tekstów, producentka muzyczna, reżyserka teledysków i artystka wizualna.

## Kariera muzyczna
W 2010 wydała na kasecie swój debiutancki album pt. Geidi Primes w wytwórni Arbutus Records. W tym samym roku ta sama wytwórnia wydała jej drugi album Halfaxa. W maju 2011 otwierała występy Lykke Li na jej trasie w USA a następnie w sierpniu wydała ponownie swój debiutancki album w wytwórni No Pain in Pop Records w Wielkiej Brytanii w formie CD i na winylu.
W styczniu 2012 podpisała kontrakt z wytwórnią 4AD, która w lutym 2012 wydała jej trzeci album „Visions" w Stanach Zjednoczonych i w marcu tego samego roku w Kanadzie. W listopadzie 2015 ukazał się jej kolejny album studyjny Art Angels, a w lutym 2020 Miss Anthropocene.
W sierpniu 2014 magazyn Pitchfork umieścił singiel „Oblivion”, pochodzący z albumu Grimes z 2012 roku, na pierwszym miejscu swojej listy „200 dotychczas najlepszych piosenek dekady (2010-2014)", utwór ten znalazł się w październiku 2019 na drugim miejscu listy "200 najlepszych piosenek 2010." Kolejnym albumom artystki, tj. Visions, Art Angels oraz Miss Anthropocene magazyn przyznał elitarne wyróżnienie "Najlepszy nowy album / muzyka".

## Życie prywatne
W 2018 roku zaczęła spotykać się z przedsiębiorcą Elonem Muskiem. W maju 2020 urodził im się syn, któremu nadali imiona "X Æ A-XII", gdzie pierwsze imię to "X" a drugie "Æ A-XII". Matką chrzestną dziecka jest Go Won z południowokoreańskiego zespołu Loona. W grudniu 2021 roku para doczekała się drugiego dziecka, córki urodzonej przez surogatkę.

## Dyskografia

### Albumy studyjne
- Geidi Primes (Arbutus Records, 2010/No Pain in Pop, 2011)
- Halfaxa (Arbutus Records, 2010/Lo Recordings, 2011)
- Visions (Arbutus Records Canada/4AD, 2012)
- Art Angels (4AD, 2015)
- Miss Anthropocene (4AD, 2020)

### Single
- "Genesis" (styczeń 2012)
- "Oblivion" (luty 2012)
- "Go", singiel z Blood Diamonds (26 czerwca 2014)
- "Entropy" (z Bleachers) (2015)
- "Flesh without Blood" (26 października 2015)
- "Kill V. Maim" (2016)
- "We Appreciate Power" (2018, feat. Hana Pestle)
- "Violence" (z i_o) (2019)
- "So Heavy I Fell Through the Earth" (2019)
- "My Name Is Dark" (2019)
- "4ÆM" (2019)
- "Delete Forever" (2020)
- "Shinigami Eyes" (2022)
- "Welcome to the Opera" (2023, feat. Anyma)
- "I Wanna Be Software" (2023, feat. Illangelo)
- "Nothing Lasts Forever" (2023, feat. Sevdaliza)
- "Image" (2024, feat. Magdalena Bay)

### Współudział
- EP: Darkbloom, z d'Eon (Arbutus Records / Hippos in Tanks, 2011)

## Teledyski
- "Crystal Ball" (2011, reż.  Tim Kelly)
- "Vanessa" (2011, reż. Claire Boucher)
- "Oblivion" (2012, reż. Claire Boucher i Emily Kai Bock)
- "Nightmusic" (2012, feat. Majical Cloudz, reż. John Londono)
- "Genesis" (2012, reż. Claire Boucher)
- "Go" (2014, feat. Blood Diamonds, reż. Claire Boucher)
- "Realiti" (2015, reż. Claire Boucher, demo z albumu Art Angels)
- "Flesh without Blood / Life in a Vivid Dream" (2015, reż. Claire Boucher)
- "Kill V. Maim" (2016, reż. Claire Boucher i Mac Boucher)
- "California" (2016, reż. Claire Boucher)
- "Belly of the Beat" (2016, reż. Claire Boucher i Mac Boucher)
- "Butterfly" (2016, reż. Claire Boucher)
- "World Princess Part II" (2016, reż. Claire Boucher)
- "Scream" (2016, feat. Aristophanes, reż. Claire Boucher)
- "Venus Fly" (2017, feat. Janelle Monáe, reż. Claire Boucher)
- "We Appreciate Power" (2018, feat. Hana Pestle, reż. Claire Boucher i Mac Boucher)
- "Violence" (2019, Grimes & i_o, reż. Grimes, prod. Mac Boucher)
- "Delete Forever" (2020, reż. Grimes)
- "Idoru" (2020, reż. Grimes)
- "You'll Miss Me When I'm Not Around" (2020, reż. Mac Boucher)
- "Shinigami Eyes" (2022, reż. BRTHR)

## Wybrane nagrody
| Rok  | Nagroda      | Kategoria                       | Praca       | Wynik     | Ref.   |
| ---- | ------------ | ------------------------------- | ----------- | --------- | ------ |
| 2013 | Nagroda Juno | Electronic Album of the Year    | Visions     | Wygrana   | [ 13 ] |
| 2013 | Nagroda Juno | Breakthrough Artist of the Year | ona sama    | Nominacja | [ 13 ] |
| 2017 | Nagroda Juno | Alternative Album of the Year   | Art Angels  | Nominacja | [ 13 ] |
| 2018 | Nagroda Juno | Video of the Year               | "Venus Fly" | Wygrana   | [ 13 ] |